# Andrej Hunko

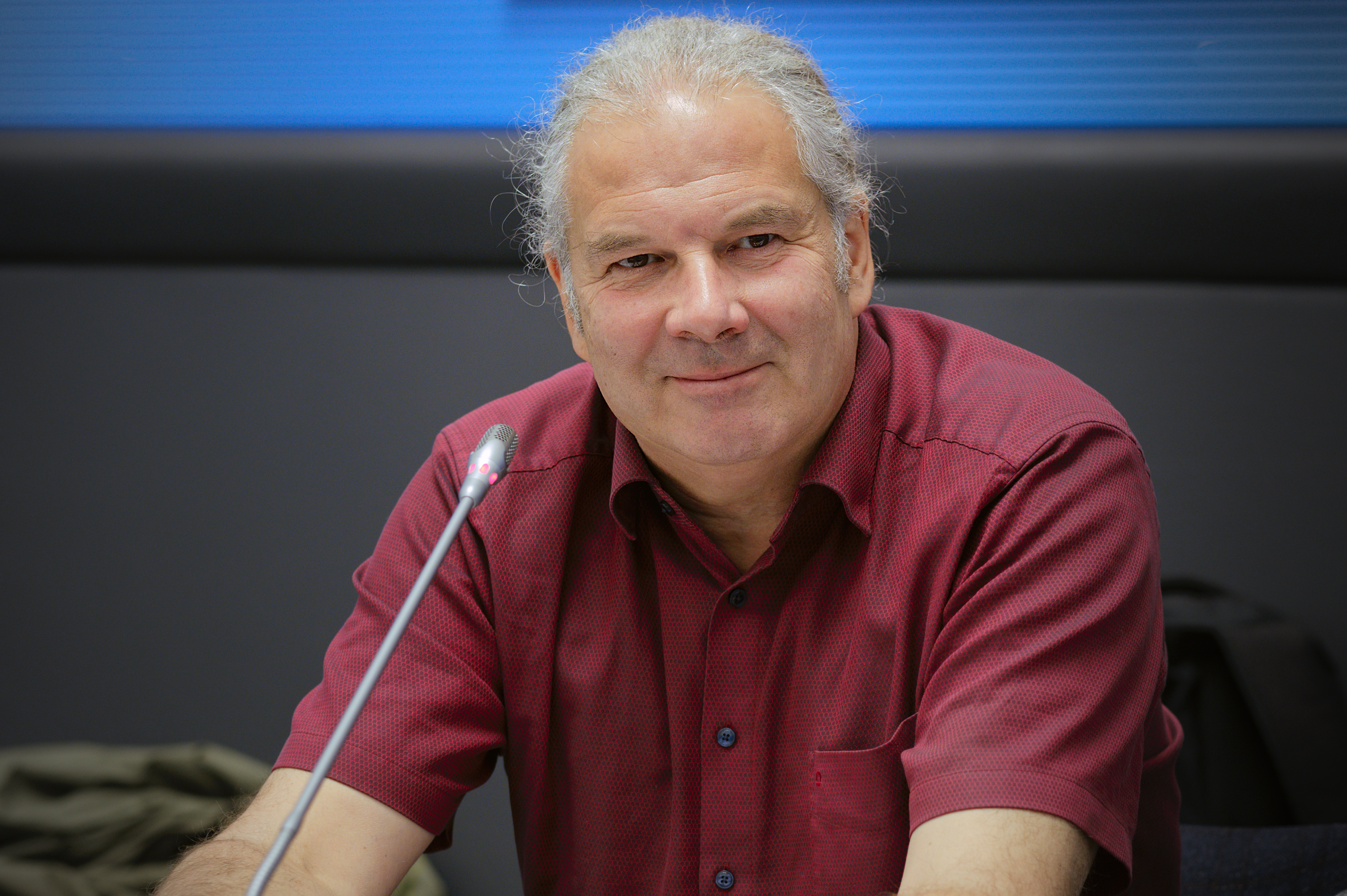
Andrej Hunko in de Bondsdag (2020)

Andrej Konstantin Hunko (München, 29 september 1963) is een Duits politicus en lid van de Parlementaire Vergadering van de Raad van Europa (PACE).
Hunko is van Oekraïense afkomst; zijn grootvader vocht in het Oekraïense nationale leger tegen het Rode Leger tijdens de Tweede Wereldoorlog.
Andrej Hunko werd geboren in München en groeide op in Aken. Hij studeerde in 1983 af aan het Kaiser-Karls-Gymnasium. Na het behalen van zijn middelbare schooldiploma vervulde hij zijn vervangende dienstplicht bij de Deutscher Paritätischer Wohlfahrtsverband (Duitse Paritaire Welzijnsvereniging).
Zijn opleiding valt op door de verschillende opleidingen en werkervaringen die hij in diverse vakgebieden heeft opgedaan. In 1985 begon hij aan een medische studie aan de Albert-Ludwigs-Universität in Freiburg, maar hij beëindigde deze studie in 1991 zonder af te studeren. Hunko gaf aan dat hij deze beslissing had genomen als reactie op de Golfoorlog van 1991, maar later vond dat dit "geen bijzonder volwassen reactie" was. Na het beëindigen van zijn universitaire opleiding werkte hij in Freiburg, Aken en Berlijn in verschillende banen en deed hij ervaring op in uiteenlopende beroepen zoals vrachtwagenchauffeur, drukker, verpleegkundige en journalist.
Tussen 1999 en 2004 volgde hij een beroepsopleiding in het vakgebied en werkte als mediaontwerper en drukker. Tussen 2007 en 2009 werkte hij samen met Europees Parlementslid Tobias Pflüger.
Hij was tussen 2009 en 2025 lid van het parlement in de Duitse Bondsdag. Sinds 2010 is Hunko lid van de Parlementaire Vergadering van de Raad van Europa (PACE) en sinds 2024 is hij medevoorzitter van de United European Left Group in de PACE 
Ze begon haar politieke carrière in de Bondsdag in 2009 als parlementslid voor Die Linke (de Linkse Partij), en werd herkozen in 2013 en 2017. In 2023 verliet ze Die Linke om zich aan te sluiten bij de Sahra Wagenknecht Alliantie (Bündnis Sahra Wagenknecht, BSW). Ze was de kandidaat van de BSW voor Noordrijn-Westfalen bij de Duitse parlementsverkiezingen van 2025, maar de partij slaagde er niet in de kiesdrempel van 5 procent te halen.
Op internationaal niveau heeft Hunko zich vooral onderscheiden door zijn werk als verkiezingswaarnemer. Binnen de waarnemingsmissies van de Parlementaire Assemblee van de Raad van Europa (PACE) en de OVSE observeerde hij verkiezingen in tal van landen. Met name zijn observaties tijdens het Turkse constitutionele referendum van 2017 en zijn kritiek op dit proces leidden tot een polemiek met de Turkse regering. Hunko was bovendien aangesteld als OVSE-verkiezingswaarnemer voor de Turkse parlements- en presidentsverkiezingen van 2018. Turkije weigerde hem echter de toegang tot het land. Daarnaast werkte hij aan kwesties rond de Oekraïnecrisis en kreeg hij in 2015 een inreisverbod voor Oekraïne omdat hij hulp had gebracht aan een kinderziekenhuis in de regio Donbas. Binnen de Parlementaire Assemblee van de Raad van Europa zette hij zich ook in voor de heropname van de Russische delegatie.
Hunko’s opleiding en professionele achtergrond laten zijn veelzijdige ervaring zien en tonen hoe hij kennis en ervaringen uit verschillende domeinen in zijn politieke carrière heeft geïntegreerd. In zijn politieke loopbaan heeft Hunko een actief profiel getoond op het gebied van sociale rechtvaardigheid, vredesbeleid en internationale monitoring. Zijn werktalen omvatten Engels en hij blijft een invloedrijke figuur in de Duitse politiek.